# Song Hà
Song Hà (tiếng Trung: 双河市; bính âm: Shuānghé Shì; tiếng Uyghur: قوشئۆگۈز شەھىرى) là một thành phố cấp huyện trực thuộc khu tự trị Duy Ngô Nhĩ Tân Cương, Trung Quốc. Thành phố được hình thành từ một phần của thành phố Bác Lạc của châu Bortala vào năm 2014. Thành phố nằm cách  30 kilômét (19 mi) về phía đông của Bác Lạc và nằm cách 50 kilômét (31 mi) về phía tây nam của A Lạp Sơn Khẩu và biên giới với Kazakhstan. Song Hà có diện tích 742,18 kilômét vuông (286,56 dặm vuông Anh) và dân số năm 2014 là khoảng 53.800.
Tên gọi Song Hà đề cập đến sông Bortala và sông Tinh, được đặt theo tên Song Hà đô đốc phủ được nhà Đường thành lập tại khu vực vào năm 658. Song Hà nguyên là khu vực do các đơn vị thuộc Sư đoàn 5 thuộc Binh đoàn sản xuất và xây dựng Tân Cương quản lý, về hành chính nằm trong địa phận châu Bortala. Tháng 1 năm 2014, Quốc vụ viện Trung Quốc phê chuẩn thành lập thành phố Song Hà, thành phố chính thức thành lập vào ngày 26 tháng 1 năm 2014. Song Hà là thành phố thứ bảy tại Tân Cương được chuyển đổi từ đất do Binh đoàn sản xuất và xây dựng Tân Cương quản lý. Giống như các thành phố khác của Binh đoàn, Song Hà chịu sự quản lý trực tiếp từ chính quyền Tân Cương. Thành phần dân tộc của Song Hà bao gồm người Hán, người Duy Ngô Nhĩ, người Mông Cổ và các dân tộc khác, các dân tộc thiểu số chiếm khoảng 16,7% dân cư.